# 姜嘉怡
姜嘉怡（2001年3月20日—），北京人，中国女子冰壶运动员，最初练习排球，2016年开始改练冰壶，2023年冬季世界大学生运动会女子金牌得主、2024年泛大陆锦标赛女子铜牌得主、2025年亚洲冬季运动会女子银牌得主。